# Acanthagrion lancea
Acanthagrion lancea – gatunek ważki z rodziny łątkowatych (Coenagrionidae). Występuje w Ameryce Południowej.